# Szent Egyed-templom (Prága)
A prágai Szent Egyed-templom (csehül Kostel svatého Jiljí) a cseh főváros óvárosának egyik nagy múltú szakrális épülete. Ma is a domonkos rendieké.
A templomban ma is gyakran tartanak orgonakoncerteket.

## Fekvése
A Husz utca (Husova ulice) 8. sz. alatt áll a Károly utca (Karlova ulice) közelében. Mellette áll a régi dominikánus kolostor háromemeletes épülete.

## Története
A kicsiny, akkoriban román stílusú templomot 1238-ban alapították. Helyén 1339 és 1371 között gótikus stílusú templom épült. Eredetileg káptalani templom volt. 1770-es években barokk rekonstrukció következett. A templom mennyezetfreskói Wenzel Lorenz Reiner (Václav Vavřinec Reiner) művei. A festőt is a templomban temették el 1743-ban. Az oltárképeket Wenzel Lorenz Reiner és Peter Molitor festették.
A templombelső jelentős részben 1686-ból való, beleértve a padokat.

## Orgonája
A 3500 sípos, 3 manuálos orgona barokk-romantikus stílusú; 1737-ben épült.

## Képgaléria

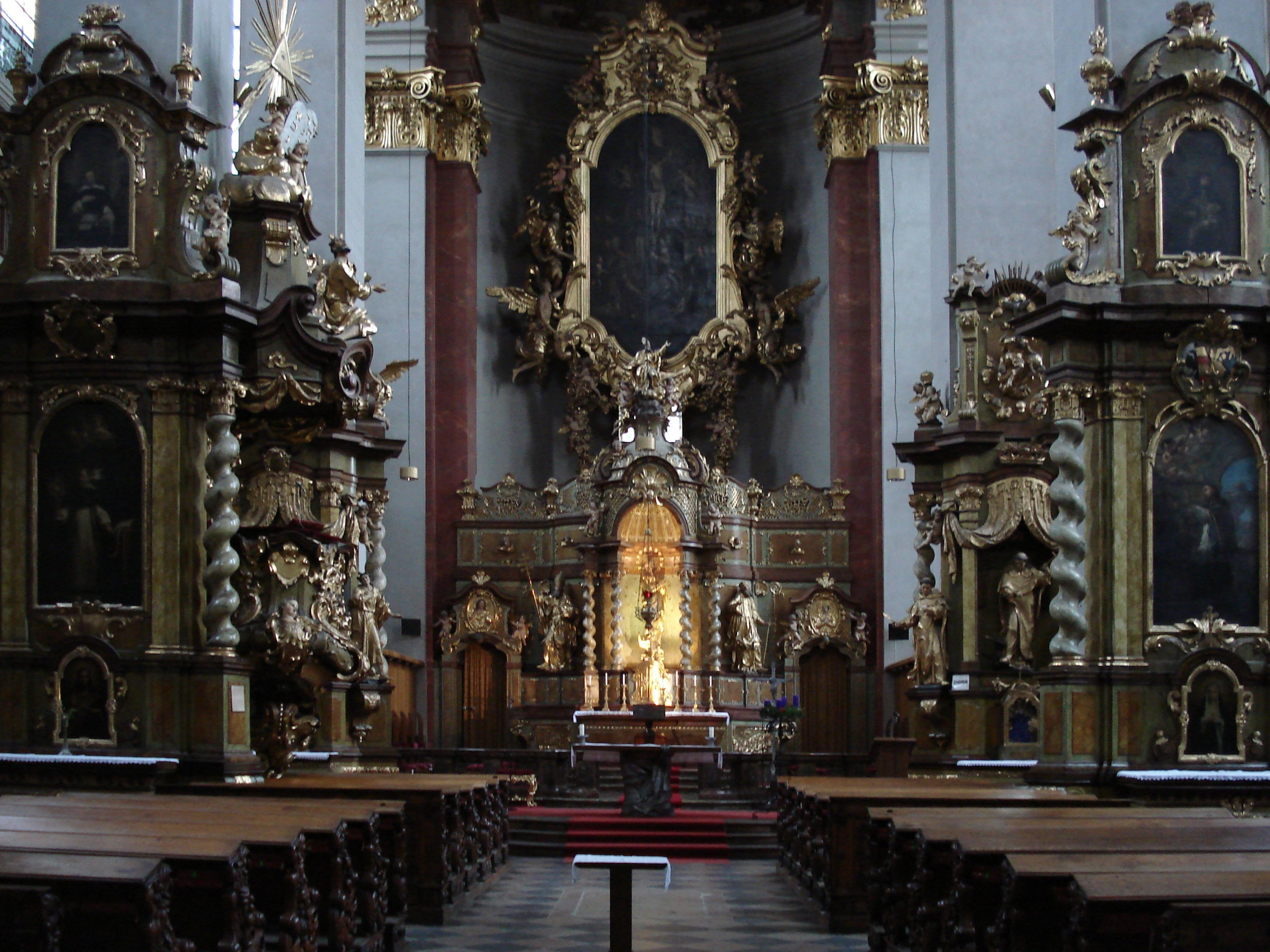
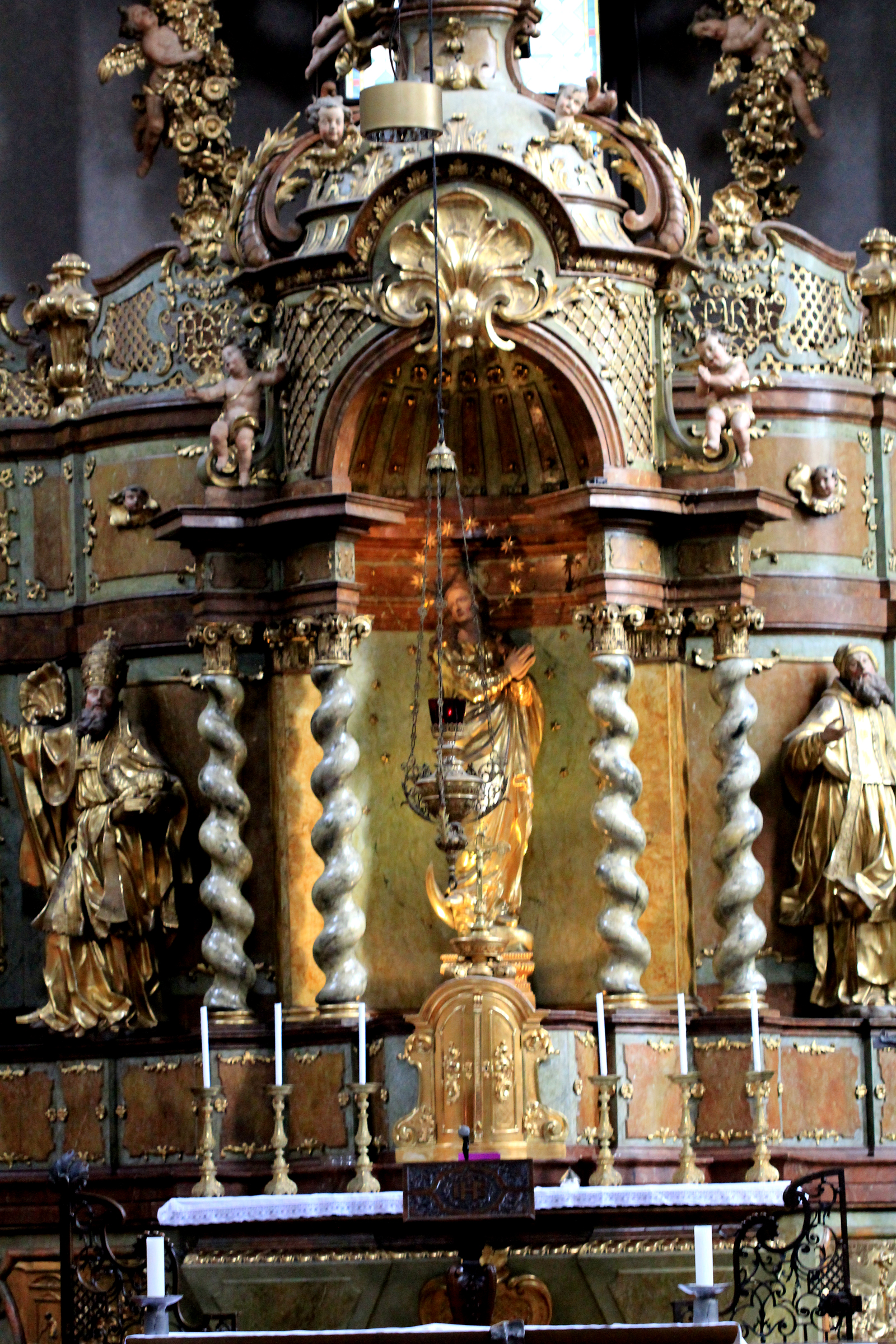
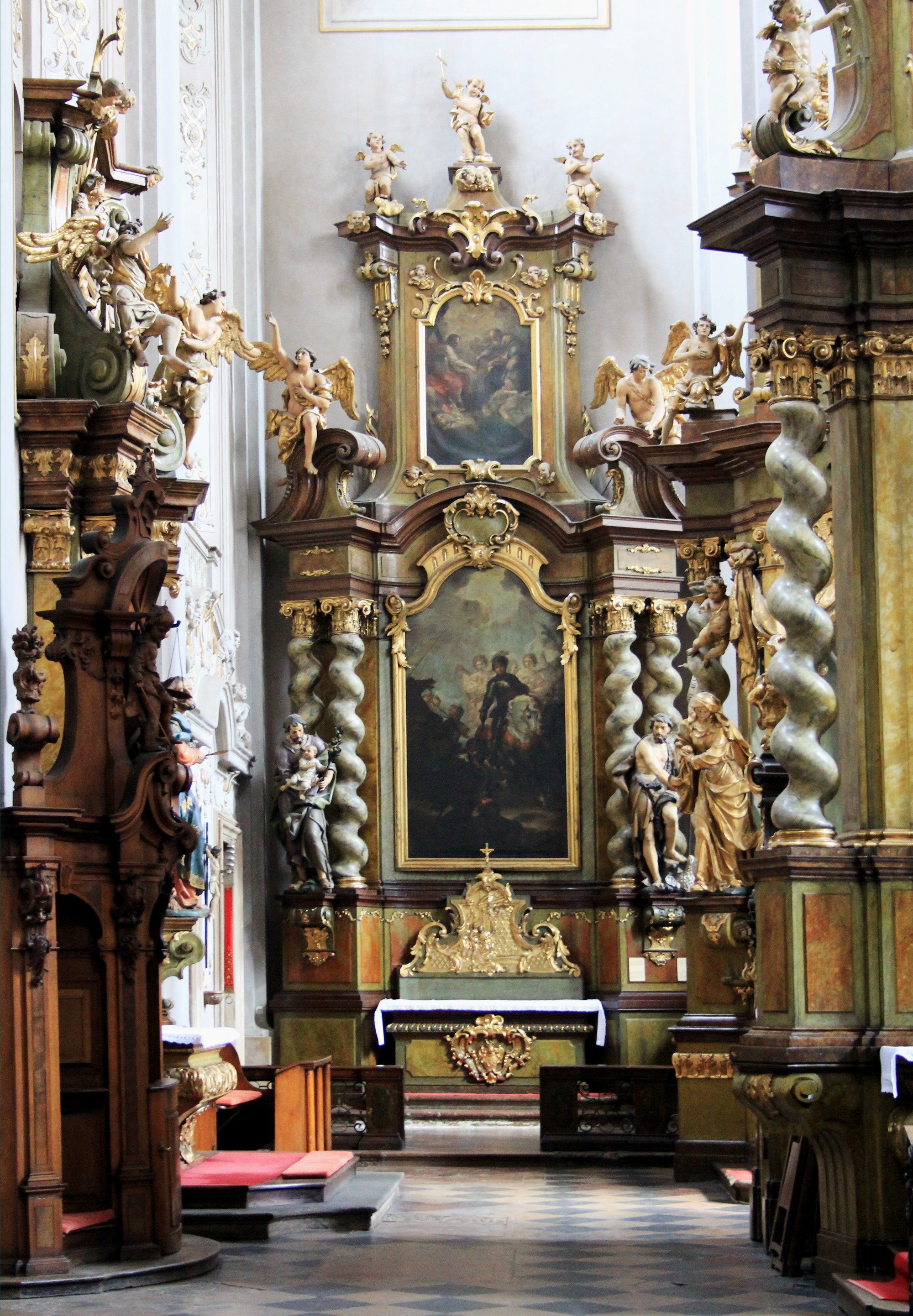
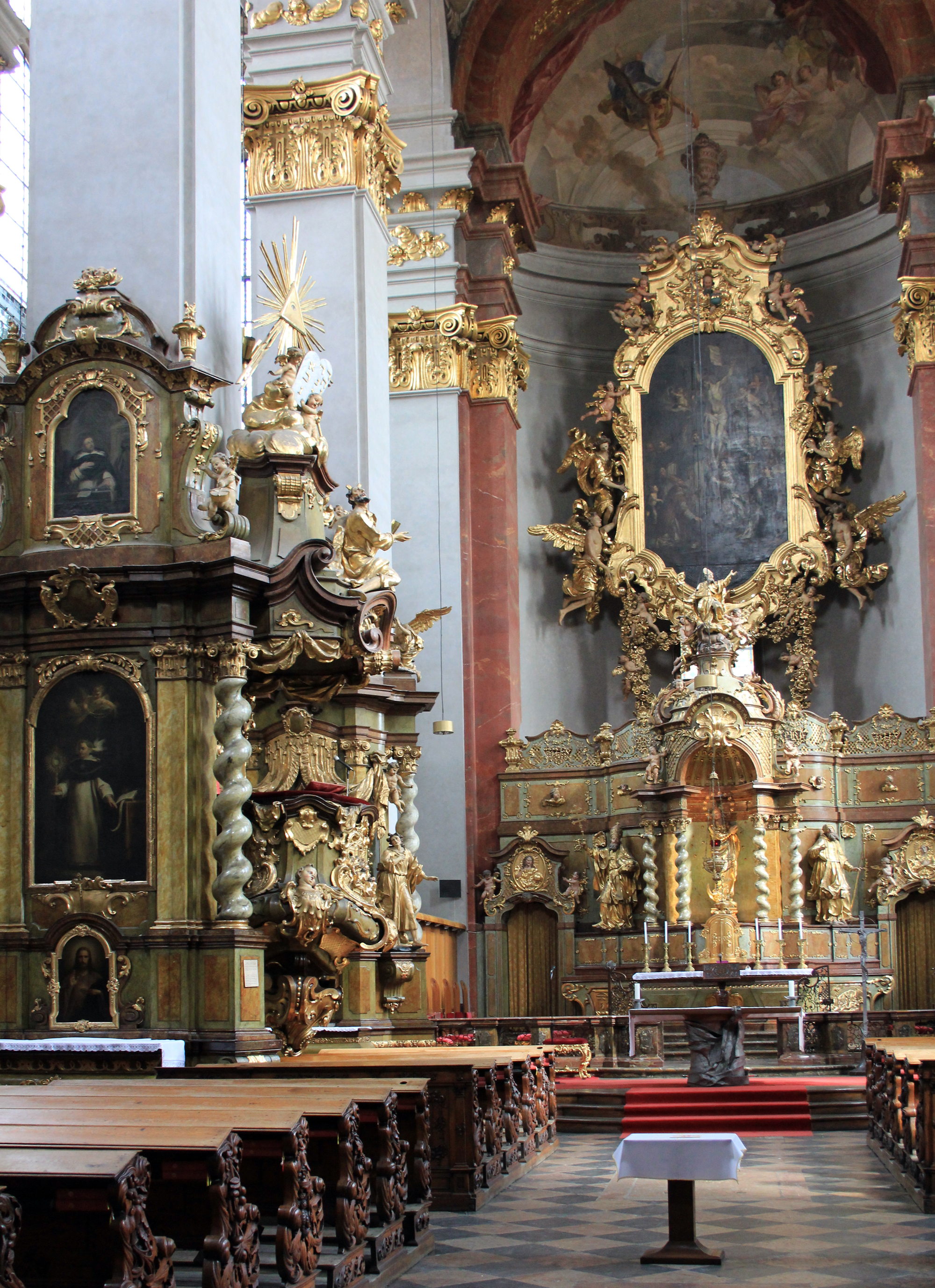
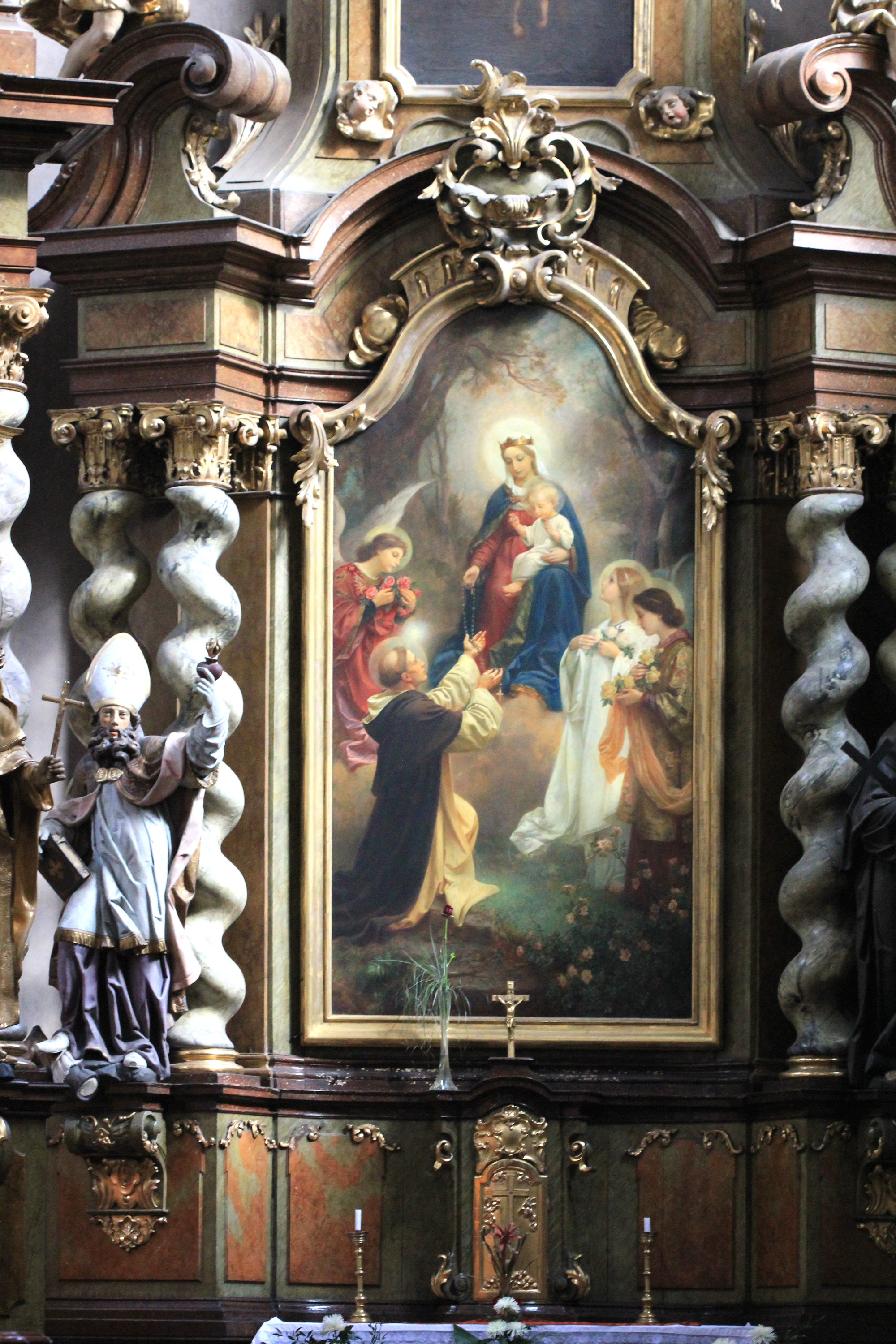
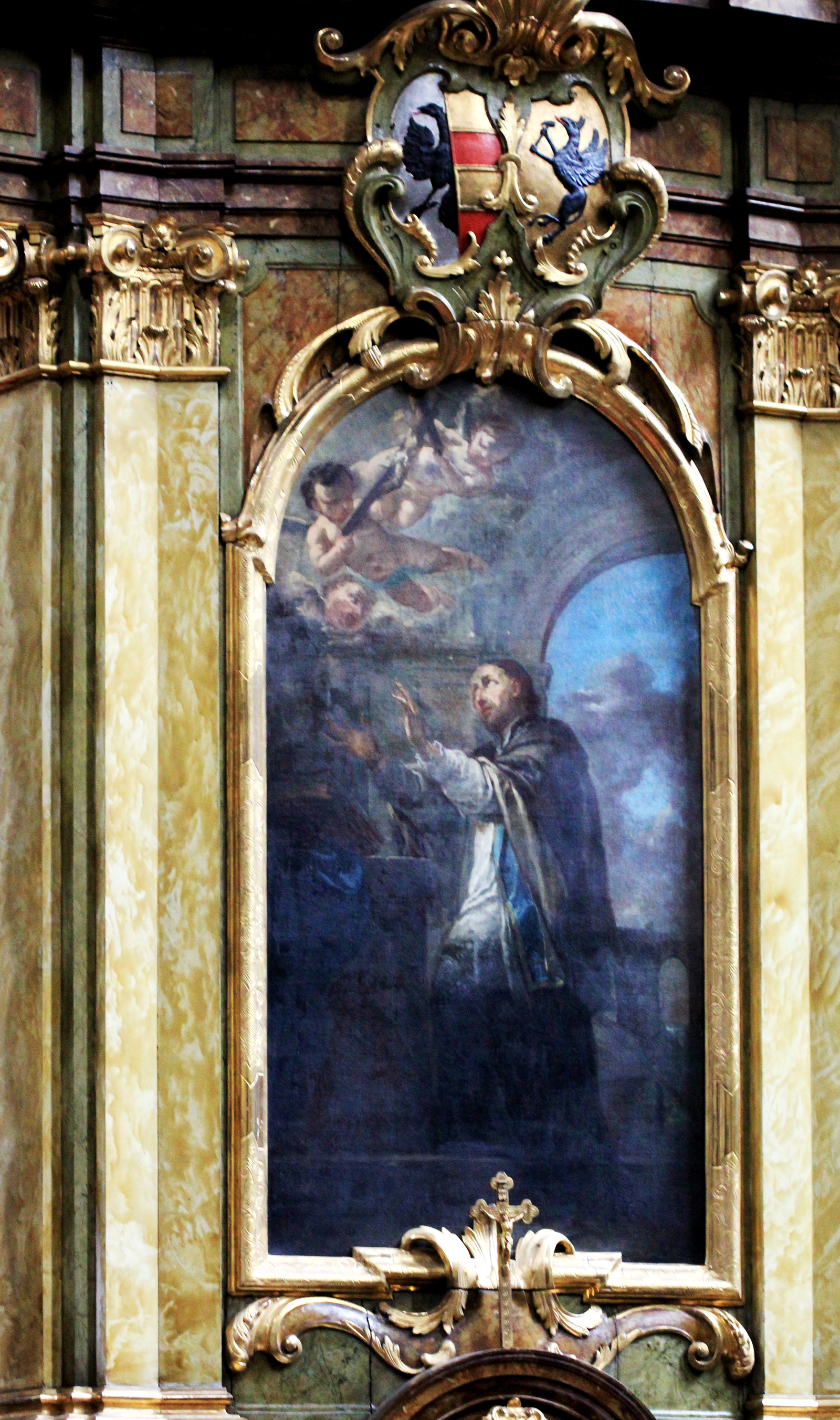
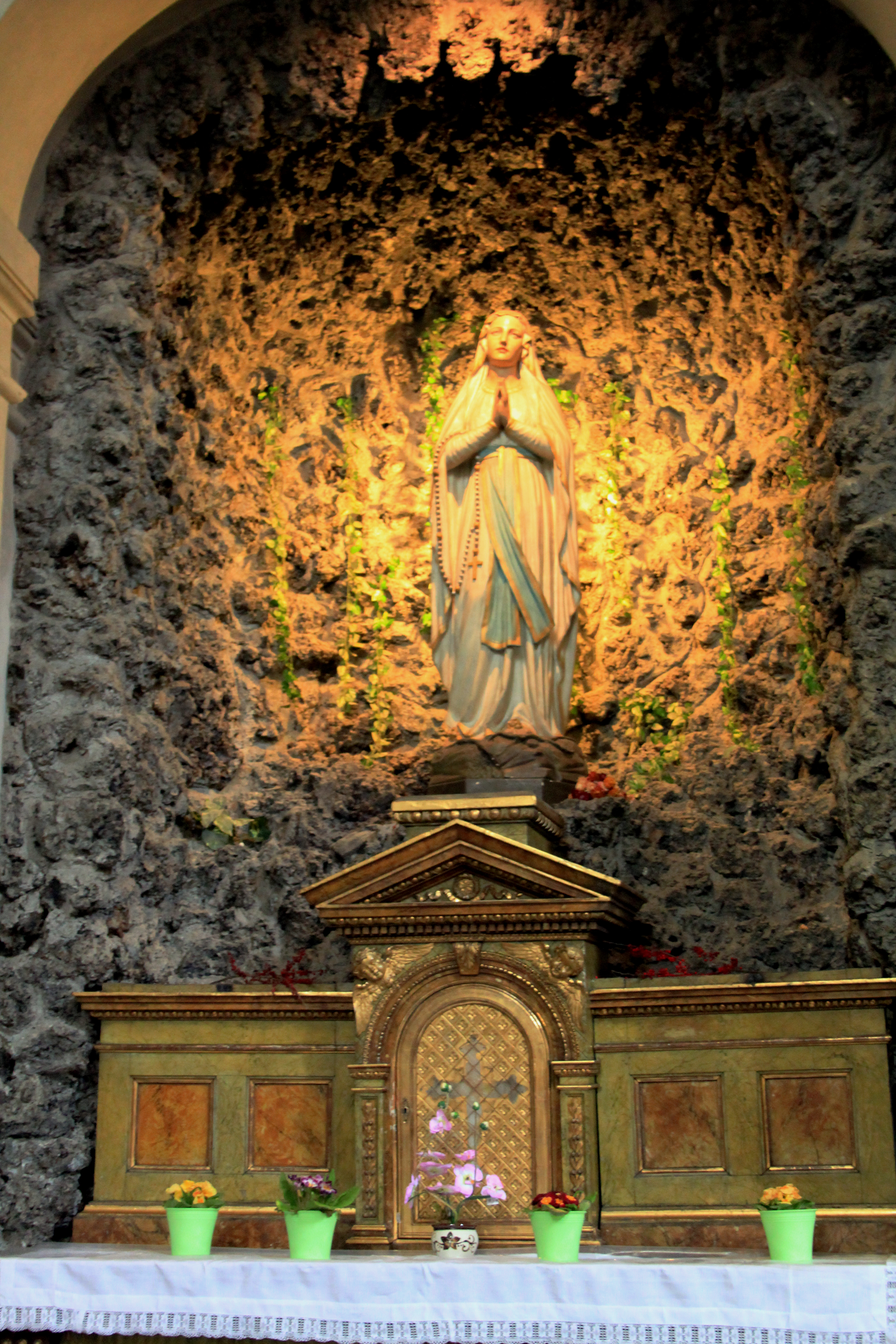
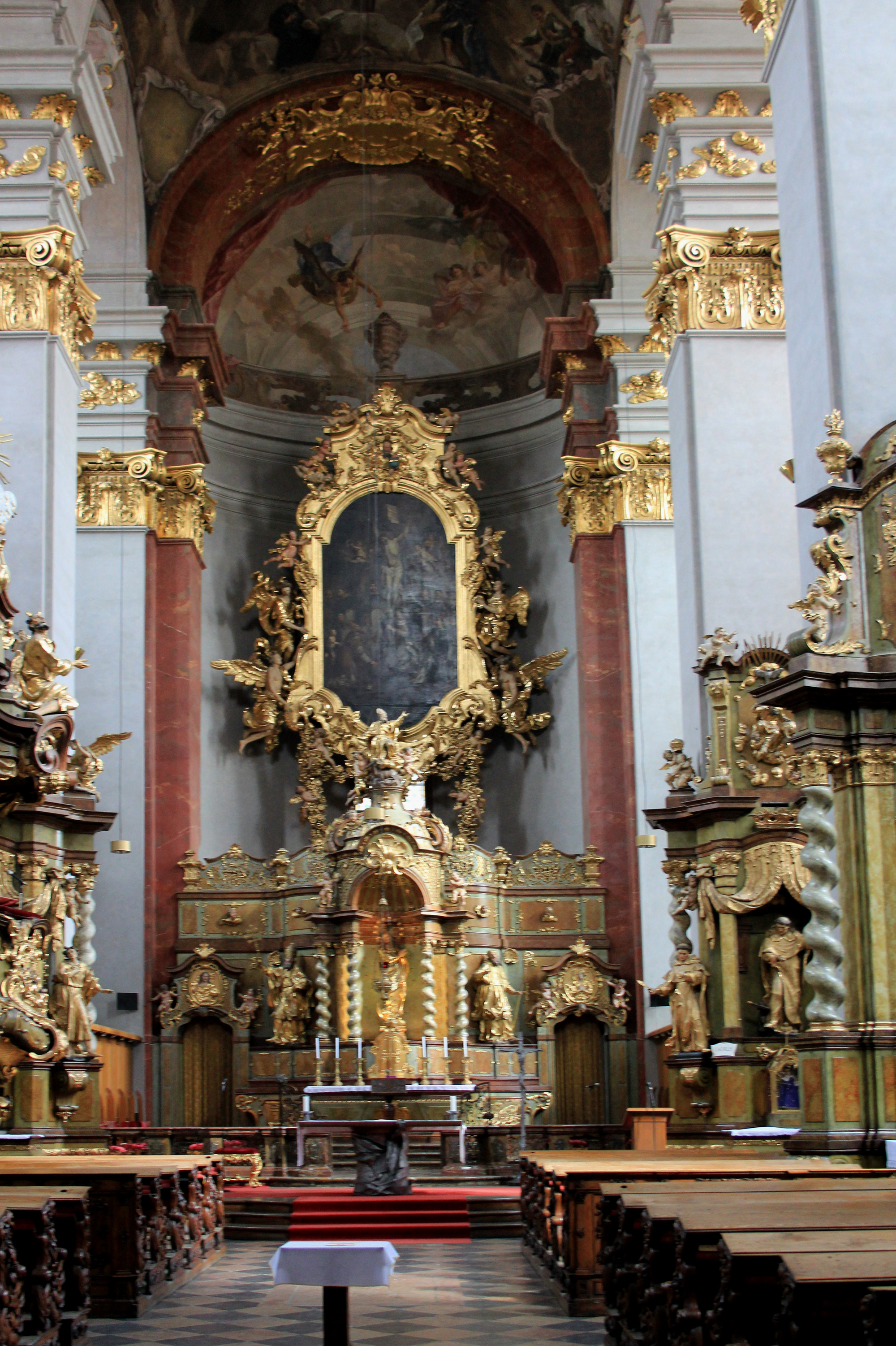
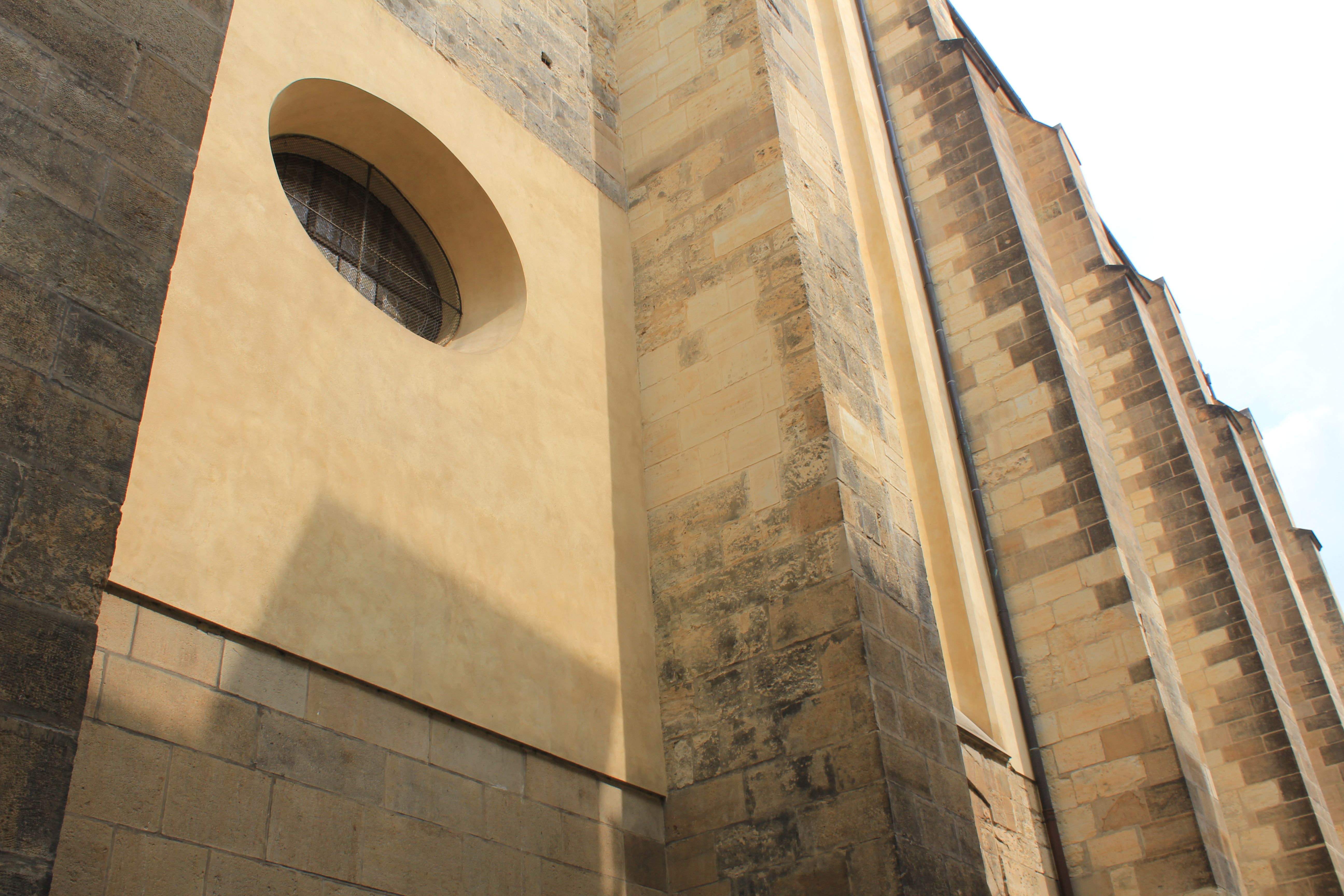
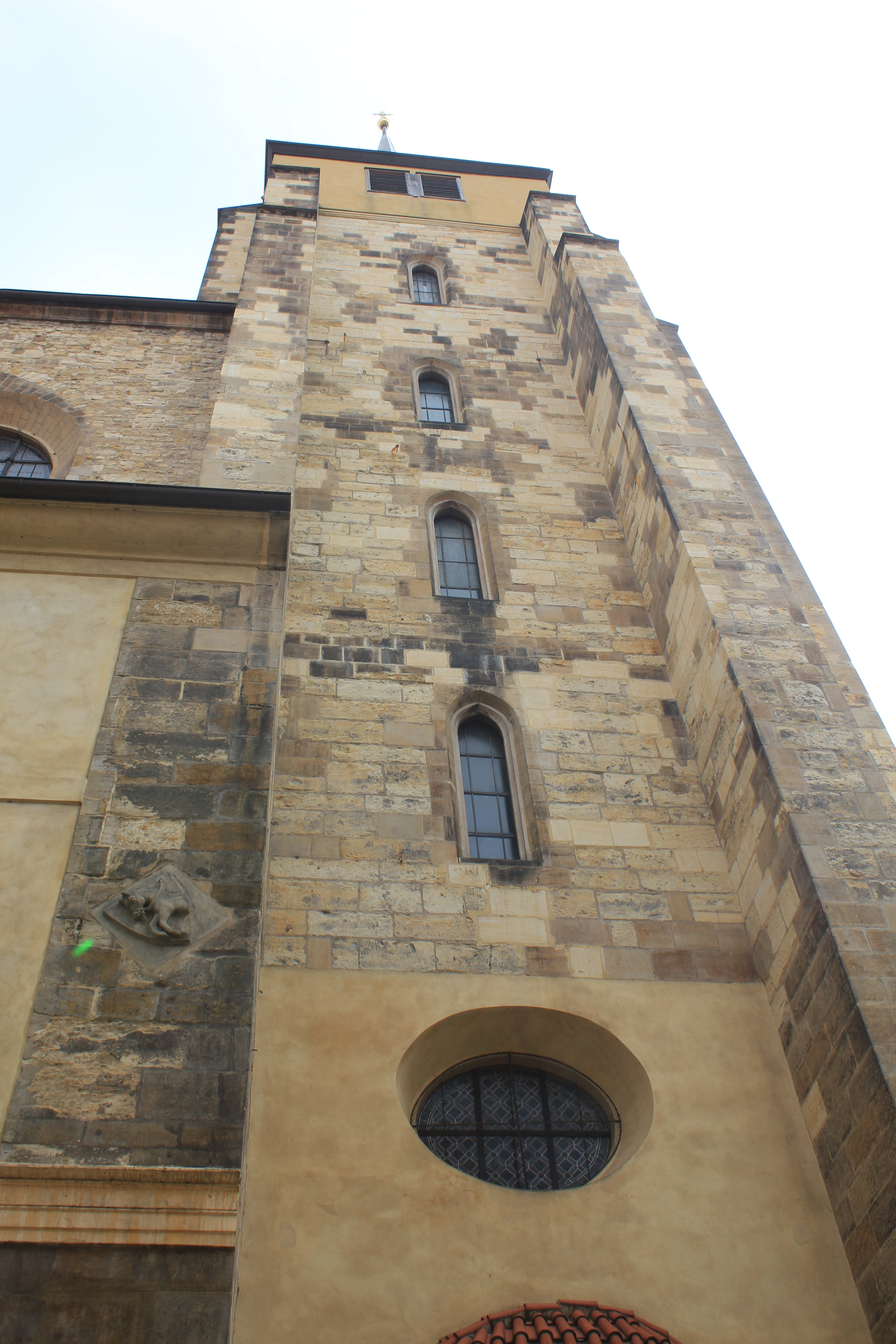
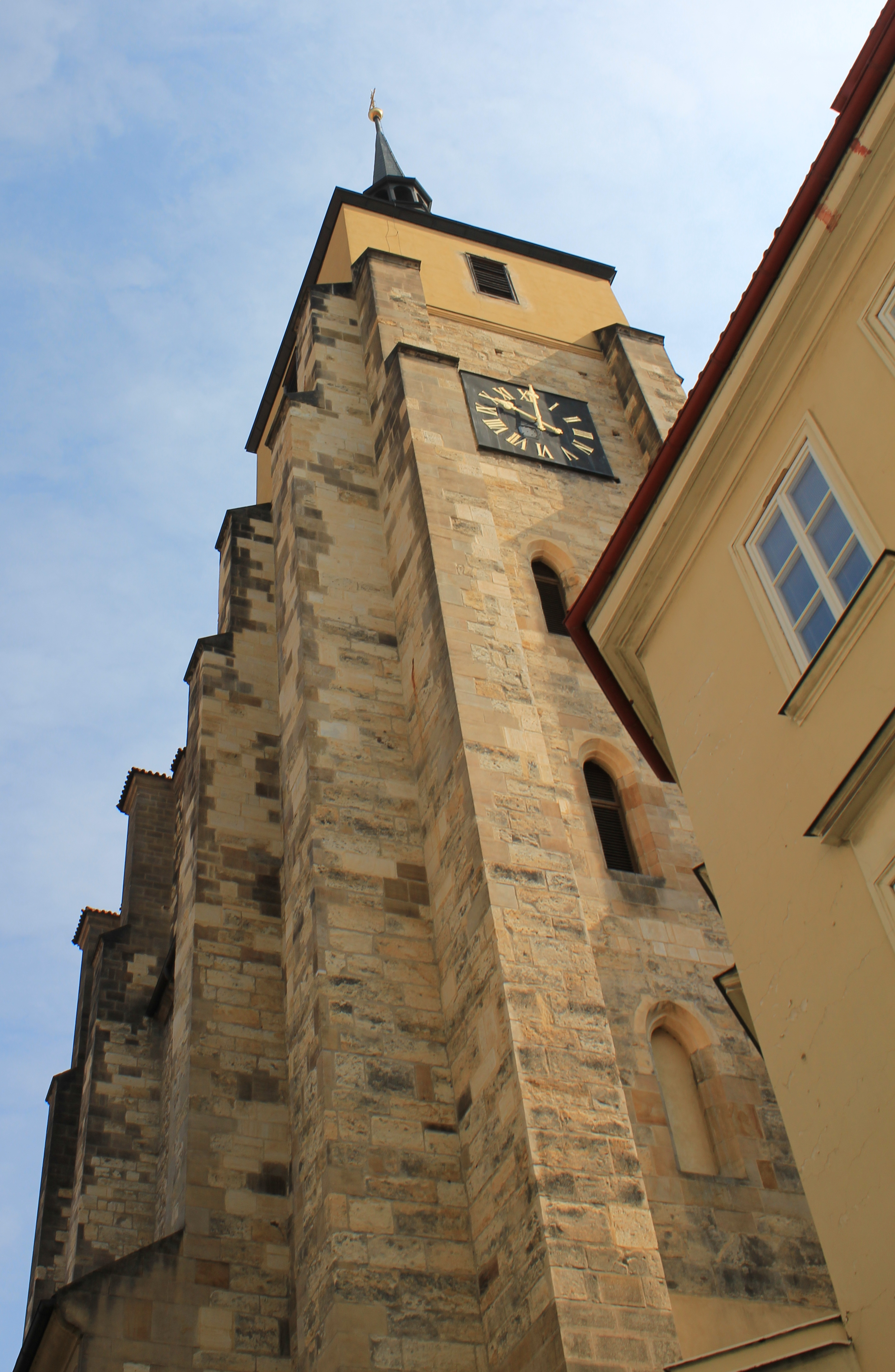
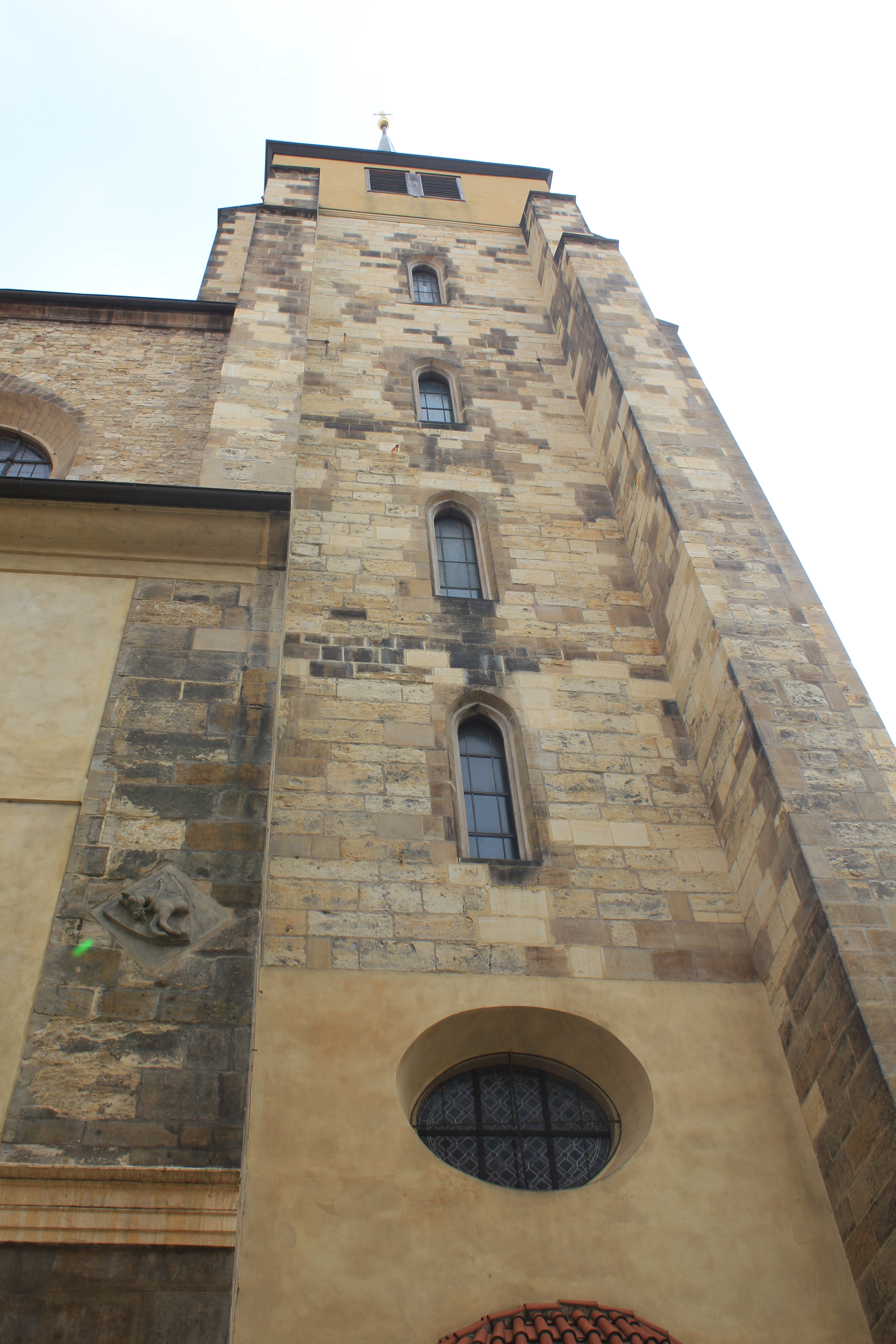
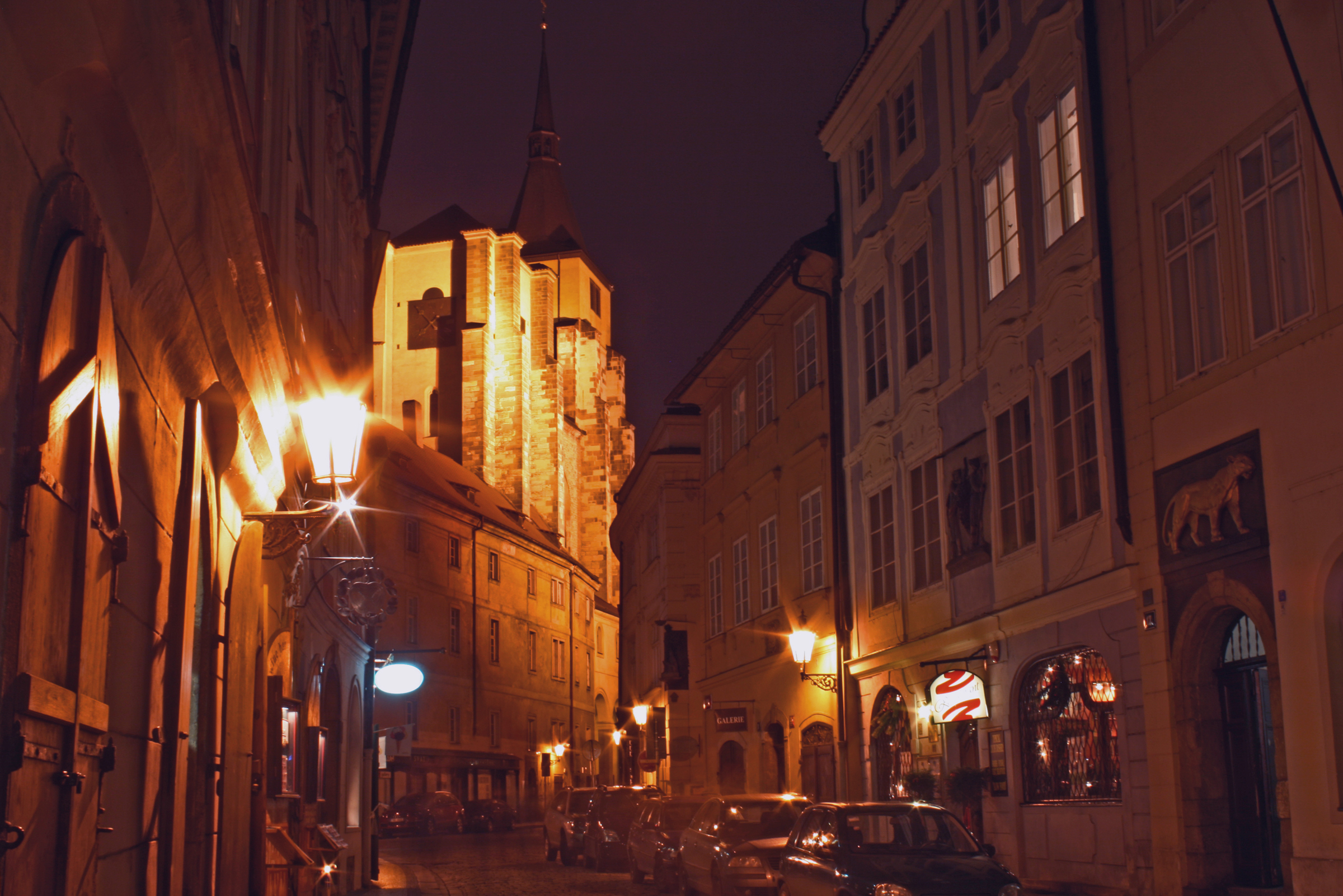
A templom éjjel
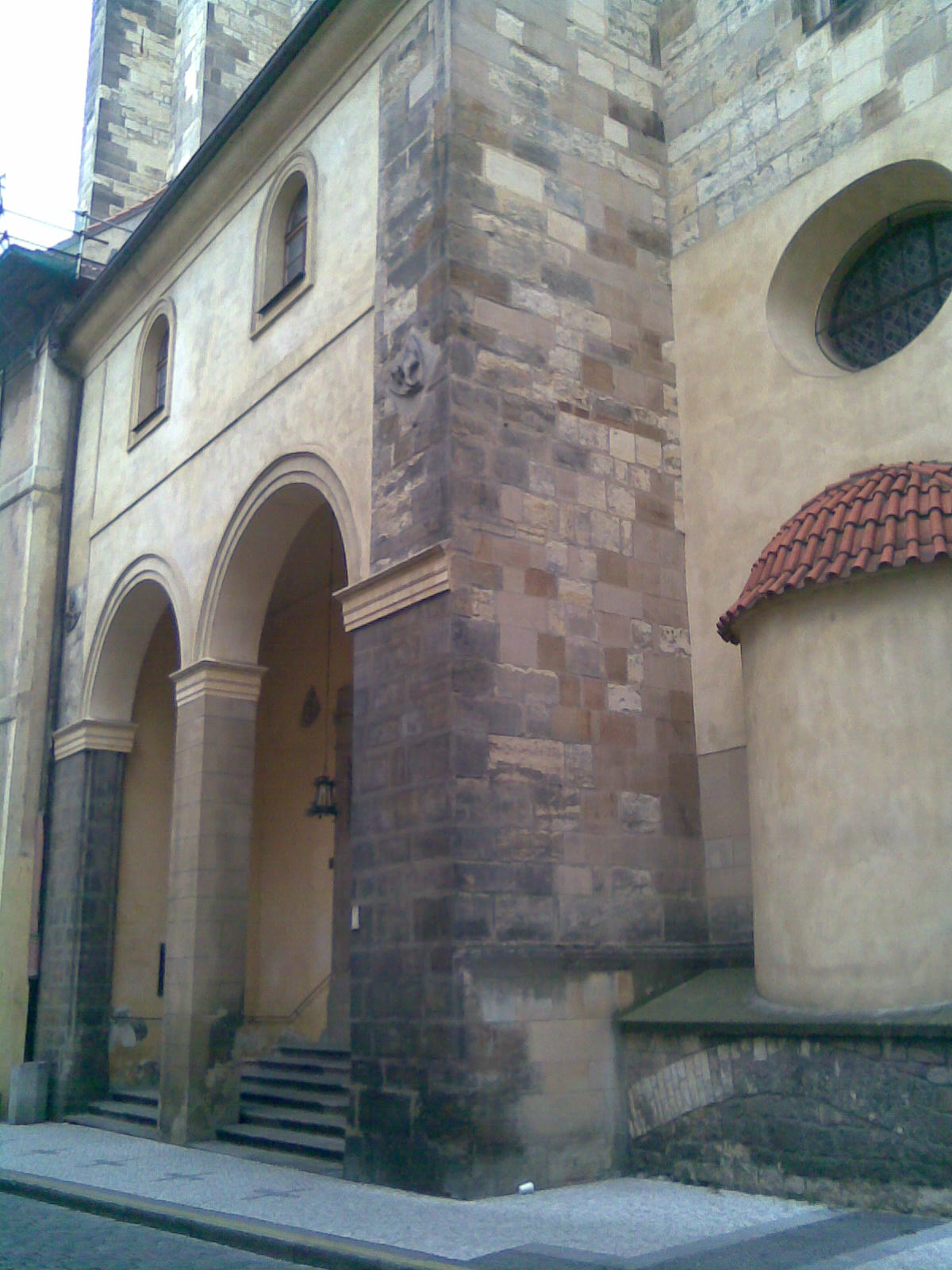
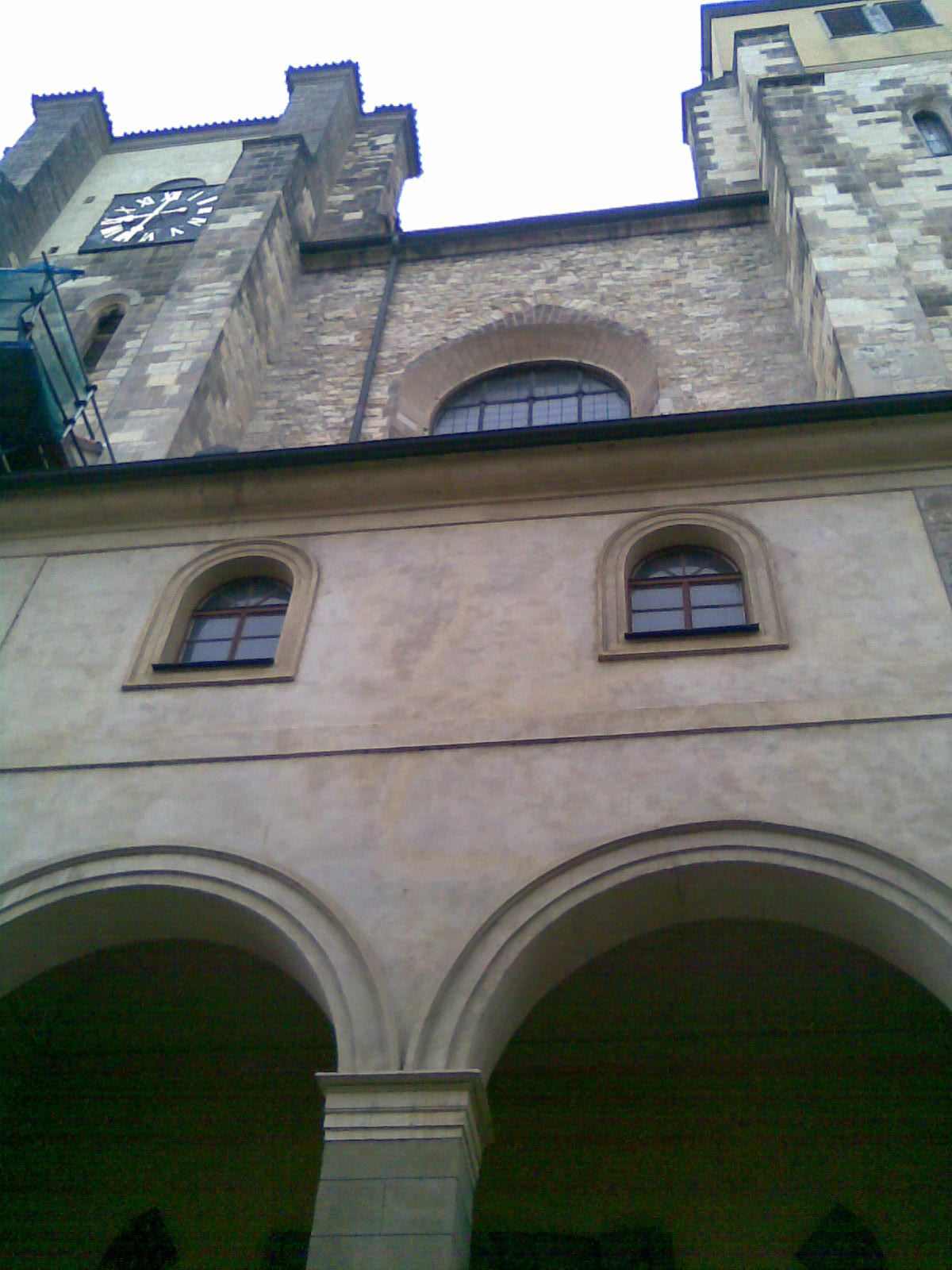
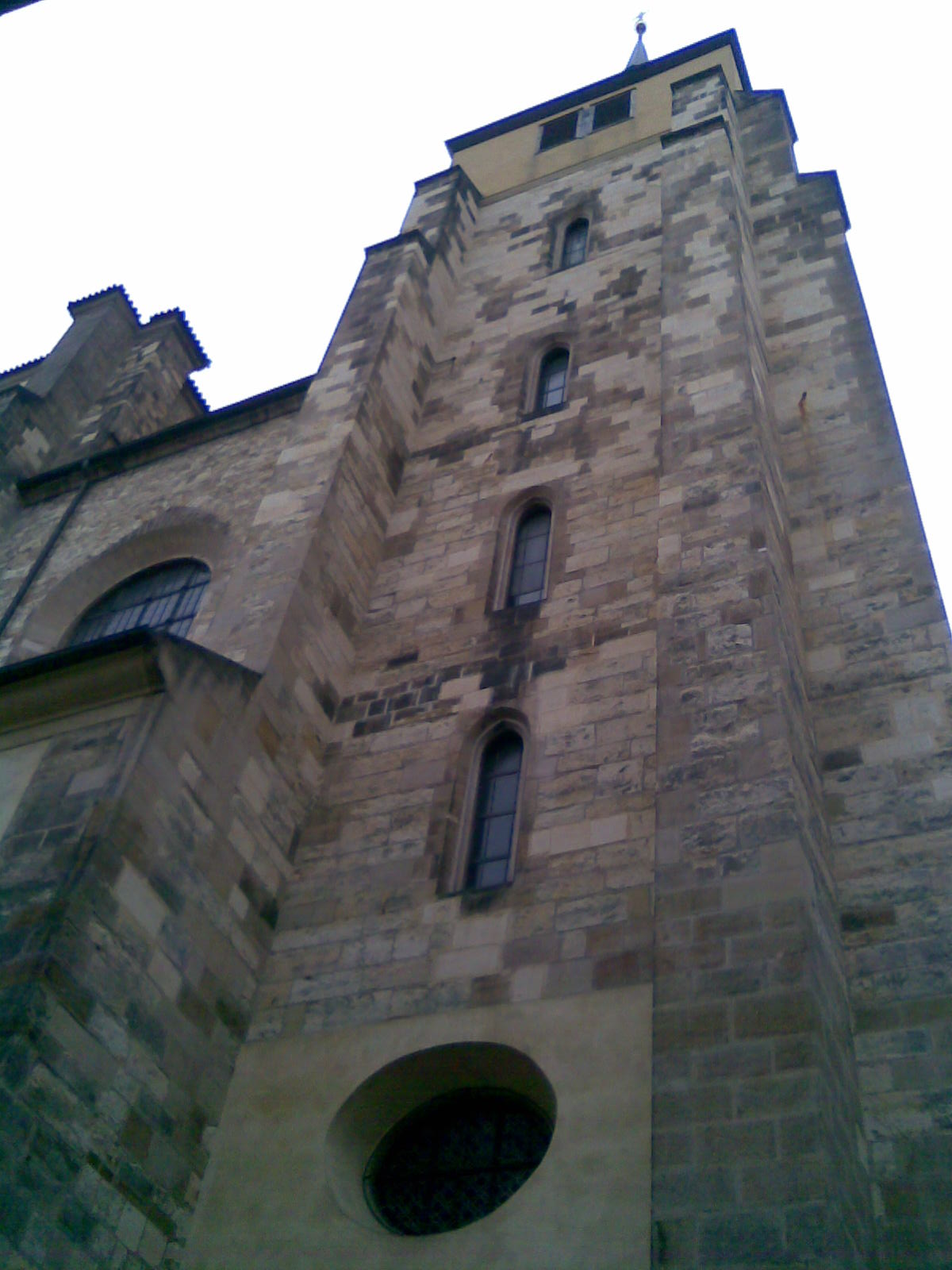
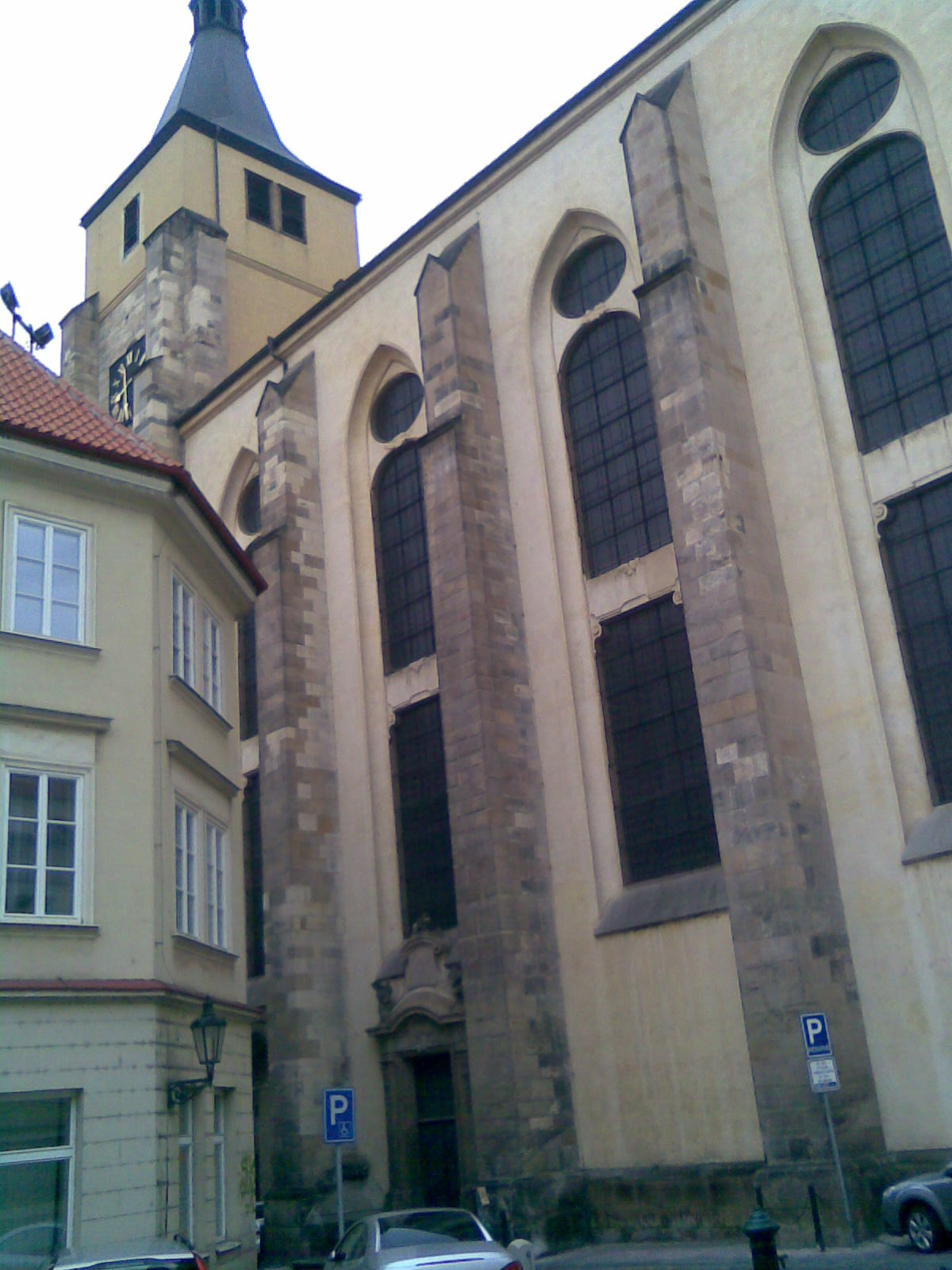
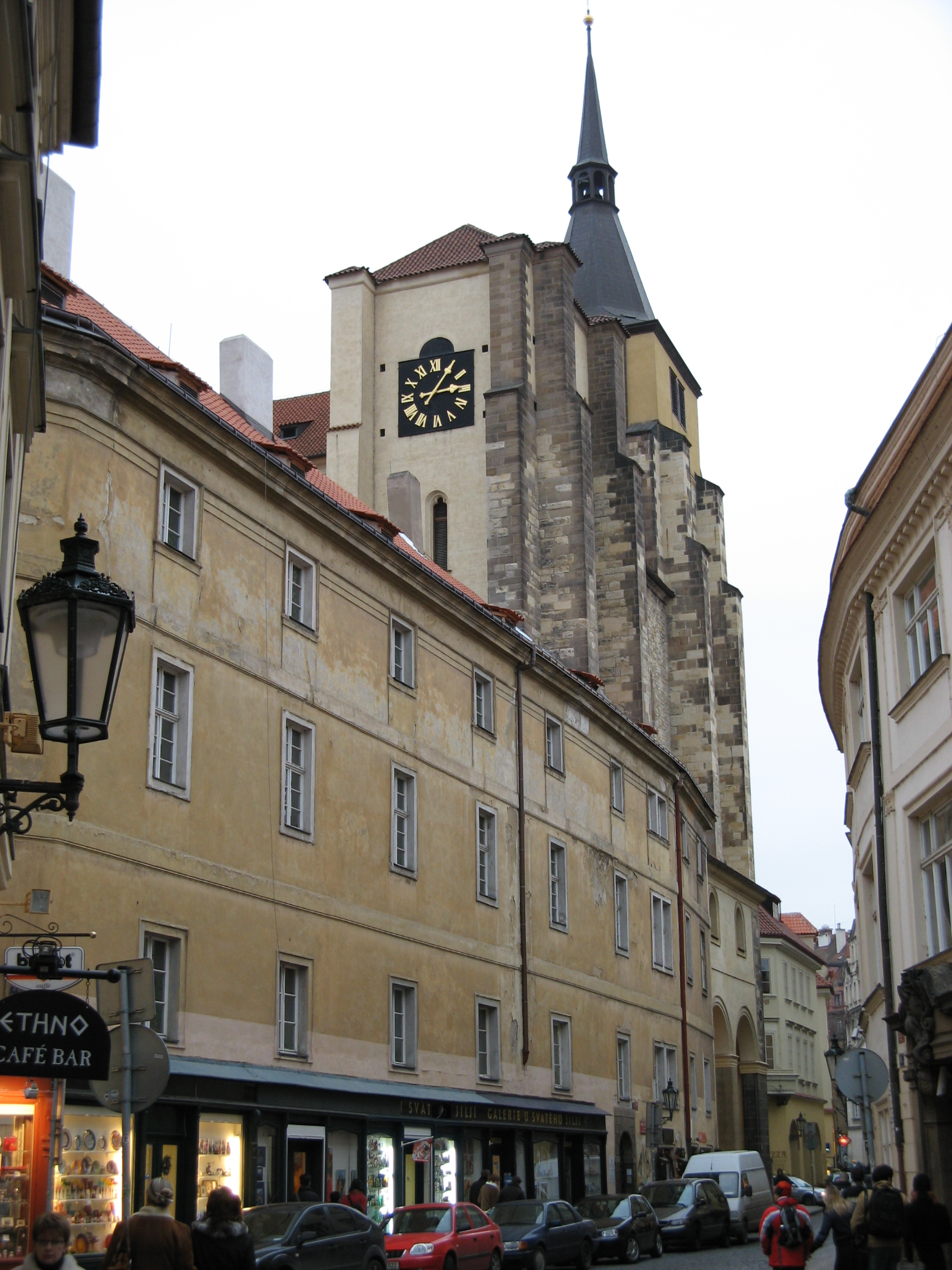
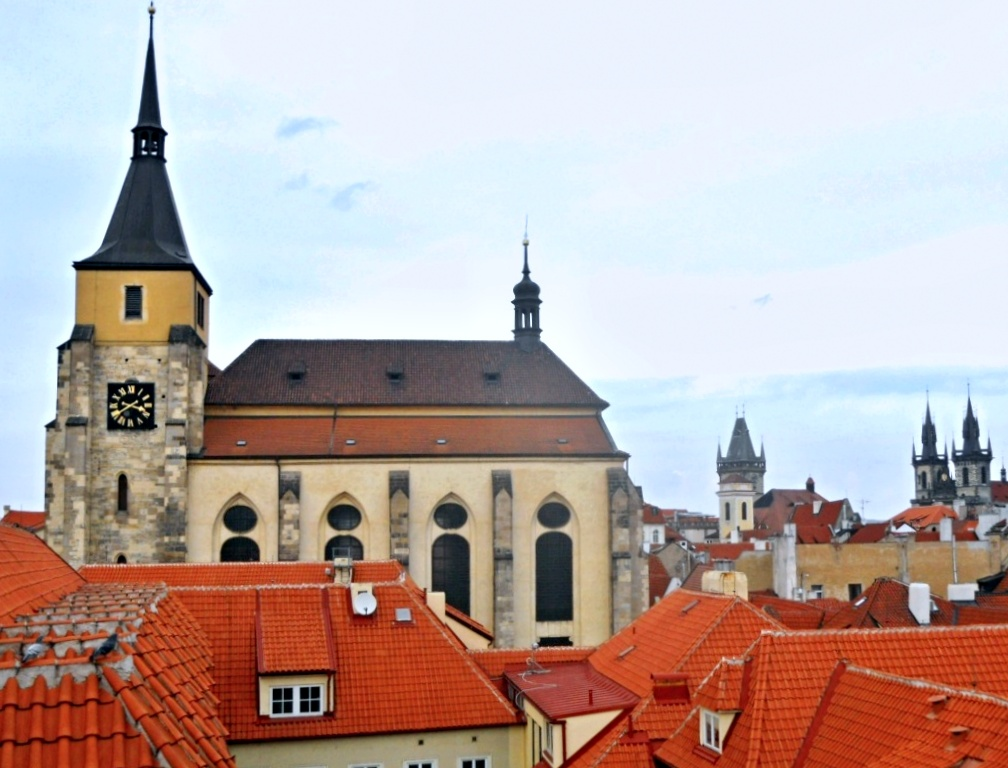